# Pisz (gmina)
Pisz – gmina miejsko-wiejska w województwie warmińsko-mazurskim, w powiecie piskim. W latach 1975–1998 gmina położona była w województwie suwalskim.
Siedziba gminy to Pisz (dawniej Guty).
Gmina Pisz jest pod względem powierzchni największą gminą w Polsce.
Według danych z 31 grudnia 2013 gminę zamieszkiwały 27 953 osoby. Natomiast według danych z 31 grudnia 2019 roku gminę zamieszkiwało 27 659 osób.

## Struktura powierzchni
Według danych z roku 2002 gmina Pisz ma obszar ok. 634,8 km², w tym:
- użytki rolne: 28%
- użytki leśne: 45%

Gmina stanowi 35,74% powierzchni powiatu.

## Demografia

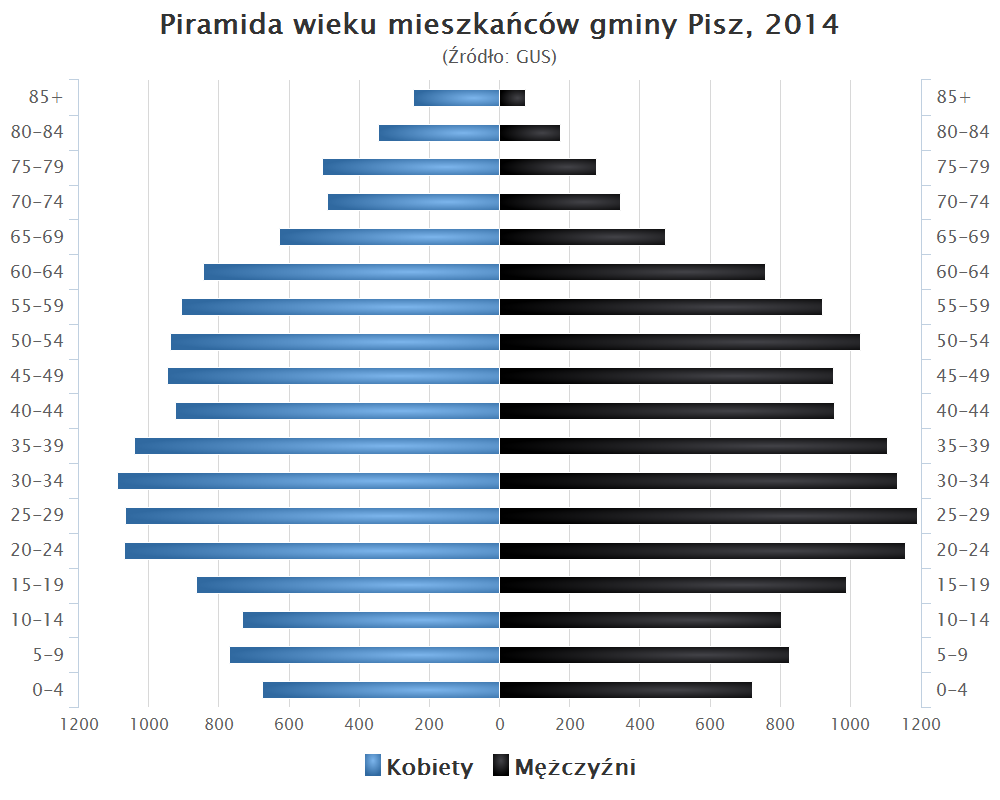
Piramida wieku mieszkańców gminy Pisz w 2014 roku

Dane z 30 czerwca 2004:
| Opis                              | Ogółem | Ogółem | Kobiety | Kobiety | Mężczyźni | Mężczyźni |
| --------------------------------- | ------ | ------ | ------- | ------- | --------- | --------- |
| jednostka                         | osób   | %      | osób    | %       | osób      | %         |
| populacja                         | 27 103 | 100    | 13 609  | 50,2    | 13 494    | 49,8      |
| gęstość zaludnienia (mieszk./km²) | 42,7   | 42,7   | 21,4    | 21,4    | 21,3      | 21,3      |

## Sołectwa
Babrosty, Bogumiły, Borki, Ciesina, Hejdyk, Imionek, Jagodne, Jeglin, Jeże, Kałęczyn, Karpa, Karwik, Kocioł, Kocioł Duży, Kociołek Szlachecki, Kwik, Liski, Łupki, Łysonie, Maldanin, Maszty, Pietrzyki, Pilchy, Pogobie Średnie, Pogobie Tylne, Rakowo, Rakowo Piskie, Rostki, Snopki, Stare Guty, Szczechy Małe, Szczechy Wielkie, Szeroki Bór Piski, Trzonki, Turośl, Turowo, Turowo Duże, Uściany Stare, Wąglik, Wiartel, Zawady, Zdory, Zdunowo.

## Miejscowości bez statusu sołectwa
Anuszewo, Czarny Róg, Dziadki, Jabłoń, Jaśkowo, Jaśkowo, Kulik, Lipa Przednia, Lipa Tylna, Lisie Jamy, Niedźwiedzie, Piskorzewo, Rybitwy, Szparki, Uściany Nowe, Wądołek, Wąglik-Kolonia, Wiartel Mały, Wielki Las, Zimna.

## Sąsiednie gminy
Biała Piska, Kolno, Łyse, Orzysz, Mikołajki, Rozogi, Ruciane-Nida, Turośl